# Champéon
Champéon település Franciaországban, Mayenne megyében. Lakosainak száma 624 fő (2022. január 1.). Champéon Montreuil-Poulay, Aron, Le Horps, Marcillé-la-Ville és Saint-Fraimbault-de-Prières községekkel határos.

## Népesség
A település népességének változása:
| Lakosok száma | 615  | 503  | 496  | 569  | 581  | 575  | 585  | 600  | 607  | 624  |
|               | 1968 | 1982 | 1990 | 2006 | 2013 | 2015 | 2017 | 2019 | 2020 | 2022 |